# Sundar Pichai
Sundar Pichai, właśc. Pichai Sundararajan (ur. 10 czerwca 1972 w Tamilnadu) – amerykańsko-hinduski menedżer, od 2015 r. CEO Google, a od 2019 r. także spółki-matki Google – holdingu Alphabet.

## Życiorys

### Wczesne życie i edukacja
Sundar Pichai urodził się w Maduraju, położonym na terenie indyjskiego stanu Tamilnadu 10 czerwca 1972 roku w rodzinie indyjskiej klasy średniej. Wraz z dwójką rodziców i dwójką braci mieszkał w dwupokojowym mieszkaniu. Jego ojciec, Reghunta, pracował jako inżynier w General Electric Company. Pichai od dzieciństwa wykazywał zainteresowanie technologią, pomimo tego, że jego rodzina miała bardzo ograniczony dostęp do niej (pierwszy telefon pojawił się w rodzinie dopiero gdy Sundar miał 12 lat). Uzyskał licencjat z zakresu inżynierii na Indyjskim Instytucie Technologii w Kharagpur, a następnie, po wyjeździe do Stanów Zjednoczonych, zdobył tytuł magistra na Uniwersytecie Stanforda (na który dostał się dzięki stypendium) i MBA na Wharton School, będącą wydziałem Uniwersytetu Pensylwanii.

### Kariera

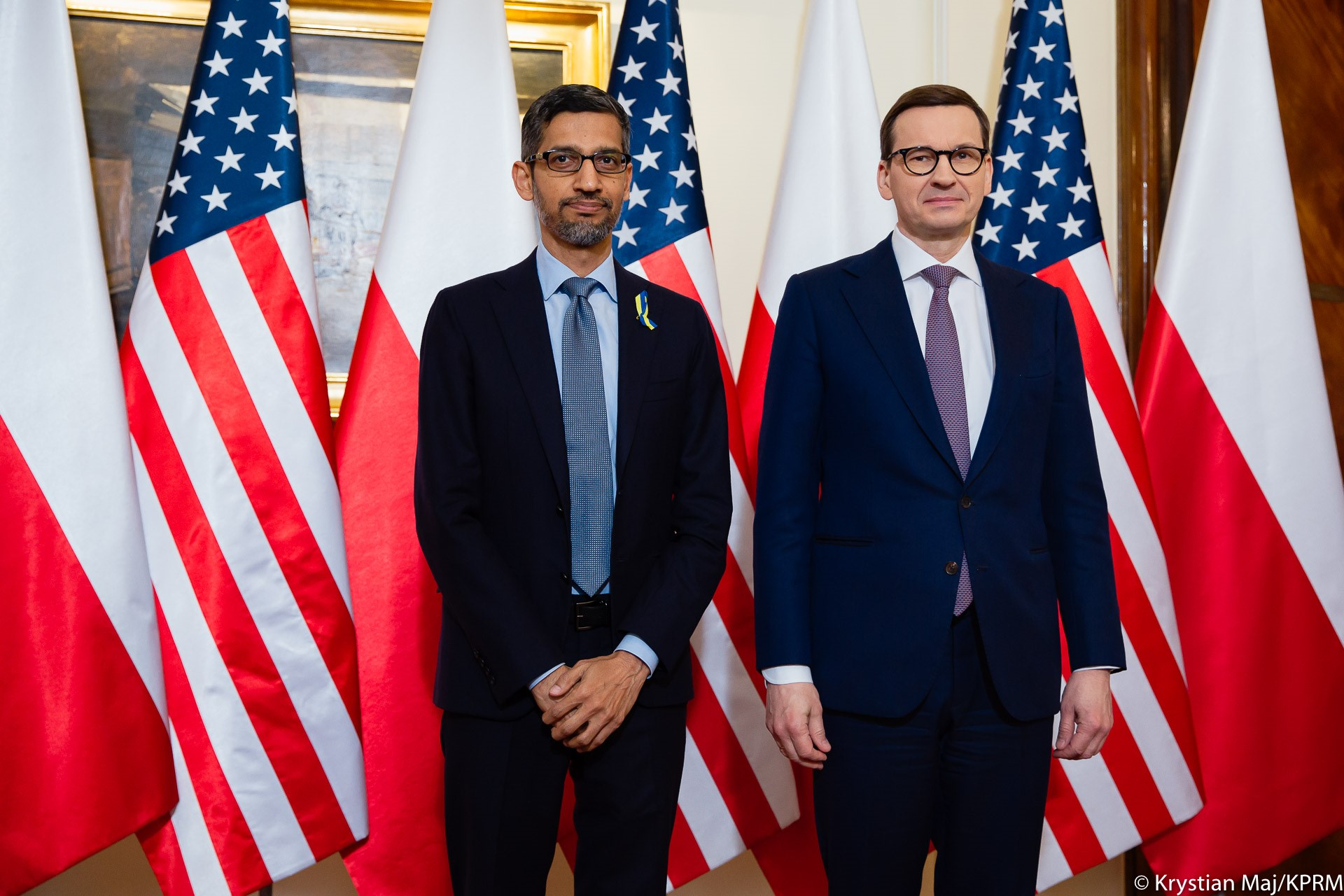
Pichai podczas spotkania z premierem Polski Mateuszem Morawieckim w 2022 roku

Pichai pracował w Applied Materials oraz w McKinsey & Company. Pracę w Google rozpoczął w 2004. W trakcie swojej kariery w tej firmie kierował działami związanymi z zarządzaniem produktami i innowacjami w Google, odpowiadał m.in. za prace nad stworzeniem przeglądarki Google Chrome. Miał przekonać szefostwo Google do podjęcia rywalizacji ich przeglądarki z ówczesną najpopularniejszą przeglądarką – Internet Explorerem. Około 2012 roku Google Chrome stało się popularniejszą przeglądarką niż Internet Explorer. Zarządzał także m.in. pracami nad usługą Gmail, Google Drive czy Google Maps. W 2008 roku został awansowany na wicedyrektora ds. rozwoju produktów. W 2013 przejął kierownictwo nad pracami z mobilnym systemem operacyjnym Android z rąk Andy’ego Rubina. Rok po objęciu sterów nad pracami przez Pichaia, system Android był już zainstalowany na miliardzie urządzeń..
W 2014 był sugerowany jako kandydat na nowego CEO Microsoftu, po odejściu ze stanowiska Steve’a Ballmera.
W sierpniu 2015 objął stanowisko prezesa generalnego Google.
W 2019, po odejściu ze stanowisk założycieli Google – Sergey’a Brina i Larry’ego Page’a, Pichai został prezesem generalnym Alphabetu, w skład którego wchodzi m.in. Google czy YouTube.

## Życie prywatne
Pichai jest żonaty z Anjali Pichai, którą poznał podczas studiów. Ma dwoje dzieci. Interesuje się krykietem i piłką nożną, kibicuje FC Barcelonie. Nie je mięsa. Zna trzy języki: angielski, hindi oraz tamilski.
W 2019 jego majątek był szacowany na ok. 920 mln dolarów.